# Thysanichthys
Thysanichthys is een monotypisch geslacht van straalvinnige vissen uit de familie van schorpioenvissen (Scorpaenidae).

## Soort
- Thysanichthys crossotus Jordan & Starks, 1904